# .be
.be је највиши Интернет домен државних кодова (ccTLD) за Белгију. Активиран је 1989. године. Првобитно је био администрован од стране Пјера Вербаетена са Католичког универзитета у Лувену, а од 2000. године администрацију овог НИДа преузима DNS Belgium.
У новембру 2005. године објављено је да ће све нове регистрације домена бити бесплатне до почетка 2006. године, уз ограничен број регистрација за сваког појединца. Ова акција је била веома популарна, па је тако већ првог дана промције било регистровано 17.000 имена домена.
Регистрација се обавља директно на другом нивоу. Једина званична катеогрија трећег нивоа је .ac.be који је намењен за академске институције, али с обзиром да значајније Белгијске академске интитуције од 2005. године више не корсте ову поткатегорију може се рећи да она више није у значајној употреби.
Предузеће Arta NV је купило поткатегорије com.be, co.be, ap.be и xa.be и оно врши продају домена на трећем нивоу.
Укупан број регистрованих имена домена (2006) је више од 545.000 (са незваничним, приватним, поткатегоријама тећег нивоа преко 1.000.000).

## Регионални НИД
Десничарска политичка странка „Фламанска побуда“ предложила је у фландријској регионалној скупштини резолуцију која би имала за циљ стварање новог НИДа .vl за Фландрију, али ова резолуција није добила подршку осталих странака регионалне скупштине. Регионална влада је на ову акцију реаговала изјавом да је стварање тј. оснивање НИДа ван њене надлежности.